# Charles Jay (Tea Party)
Pour les articles homonymes, voir Charles Jay et Jay.
Charles Jay, né en 1960, est un homme politique américain, candidat du Boston Tea Party (dissidence du Parti libertarien) à l'élection présidentielles de 2008 aux États-Unis.
Il a un BA en commerce de l'université de Miami, et a travaillé notamment dans le milieu de la boxe professionnelle. 

## Sources et références
- http://bostontea.us/node/153